# Puchar Azji U-23 w piłce nożnej 2024 (eliminacje)/Grupa A
W Grupie A eliminacji do Pucharu Azji U-23 2024 brały udział następujące zespoły:
- Brunei U-23
- Jordania U-23
- Oman U-23
- Syria U-23

## Stadiony
Na podstawie:
| Az-Zarka                | Mapa miast-gospodarzy |
| ----------------------- | --------------------- |
| Prince Mohammed Stadium | Az-Zarka              |
| Pojemność: 17 000       | Az-Zarka              |
|                         | Az-Zarka              |

## Tabela
| Reprezentacja | M | W | R | P | Br+ | Br- | +/- | Pkt. |
| ------------- | - | - | - | - | --- | --- | --- | ---- |
| Jordania U-23 | 3 | 3 | 0 | 0 | 12  | 0   | +12 | 9    |
| Oman U-23     | 3 | 2 | 0 | 1 | 5   | 1   | +4  | 6    |
| Syria U-23    | 3 | 1 | 0 | 2 | 11  | 4   | +7  | 3    |
| Brunei U-23   | 3 | 0 | 0 | 3 | 0   | 23  | -23 | 0    |

## Wyniki
| 6 września 2023 16:30 CET | Syria U-23 | 0:2(0:1)Raport | Oman U-23 · 25' Al-Rawahi · 67' Al-Mashaiki | Prince Mohammed Stadium, Az-Zarka |
|                           |            |                |                                             |                                   |

| 6 września 2023 20:00 CET | Jordania U-23 · Bani Hani 10' · Darwish 16' · Al-Shanaineh 24', 81' · Abualnadi 49' · Abu Taha 90+4' · Al-Riyalat 90+6' | 9:0(3:0)Raport | Brunei U-23 | Prince Mohammed Stadium, Az-Zarka Sędzia: Crystal John |
|                           | |                |             |                                                        |

| 9 września 2023 16:30 CET | Brunei U-23 | 0:11(0:4)Raport | Syria U-23 · 20' Osman · 41' Kass Kawo · 45', 73', 78' Abdullatif · 45+3', 62', 62' (k) Rihanieh · 75' Hatem · 90+4' Nayef · 90+8' Ahmad | Prince Mohammed Stadium, Az-Zarka Sędzia: Hiroki Kasahara |
|                           |             |                 | |                                                           |

| 9 września 2023 20:00 CET | Oman U-23 | 0:1(0:0)Raport | Jordania U-23 · 87' Al-Riyalat | Prince Mohammed Stadium, Az-Zarka |
|                           |           |                |                                |                                   |

| 12 września 2023 16:30 CET | Oman U-23 · Al-Maashari 5' · Al-Abdulsalam 8' · Al-Araimi 10' | 3:0(3:0)Raport | Brunei U-23 | Prince Mohammed Stadium, Az-Zarka |
|                            |                                                               |                |             |                                   |

| 12 września 2023 20:00 CET | Jordania U-23 · Al-Riyalat 13' · Bani Hani 71' | 2:0(1:0)Raport | Syria U-23 | Prince Mohammed Stadium, Az-Zarka Sędzia: Crystal John |
|                            |                                                |                |            |                                                        |

## Strzelcy

### 3 gole
- Waseem Al-Riyalat
- Mustafa Abdullatif
- Mohamad Rihanieh

### 2 gole
- Amin Al-Shanaineh
- Reziq Bani Hani

### 1 gol
- Mo Abualnadi
- Mohannad Abu Taha
- Seif Darwish
- Salem Al-Abdulsalam
- Mahmoun Al-Araimi
- Nibras Al-Maashari
- Ahed Al-Mashaiki
- Nasser Al-Rawahi
- Almekdad Ahmad
- Ahmed Hatem
- Oliver Kass Kawo
- Mahmoud Nayef
- Hozan Osman